# Vir (Insel)
Vir (italienisch Puntadura) ist eine Insel des Adria-Archipels vor Zadar in Kroatien.

## Lage und Geologie
Vir ist eine der rund 300 Inseln des Zadar-Archipels in der kroatischen Adria. Mit 22,08 km² Fläche, 10,12 km Länge und 4,25 km maximaler Breite ist sie die achtgrößte Insel des Archipels und die zwanzigstgrößte Insel Kroatiens. Eine etwa 300 Meter lange Brücke verbindet sie seit 1976 mit der dalmatinischen Küste.
Die Inseln in der Umgebung von Vir sind Pag, Maun, Planik, Olib, Ist, Molat, Sestrunj, Rivanj und Ugljan.
Der natürliche Untergrund auf der Insel besteht aus Kalksteinen der Kreidezeit (Rudistenkalke) und des Eozäns. Im Ostteil um die Stadt Vir herrschen kreidezeitliche Dolomite vor. Im Norden, am Kap Rastovac, ziehen sich pleistozäne Sandflächen ins Inland. Die höchste Erhebung der Insel mit 116 m ist der Barbenjak (auch Radinac), ihm folgt der Vranjak (italienisch St. Giorgio) mit 110 m. Beide Berge liegen im nordwestlichen Abschnitt von Vir und bestehen in ihren Gipfelzonen aus Nummulitenkalksteinen des Eozäns.

## Demografie
Vir hat drei Ortschaften: das gleichnamige Vir mit rund 1600 Einwohnern (Stand 2001), Torovi und Lozice.

## Strände

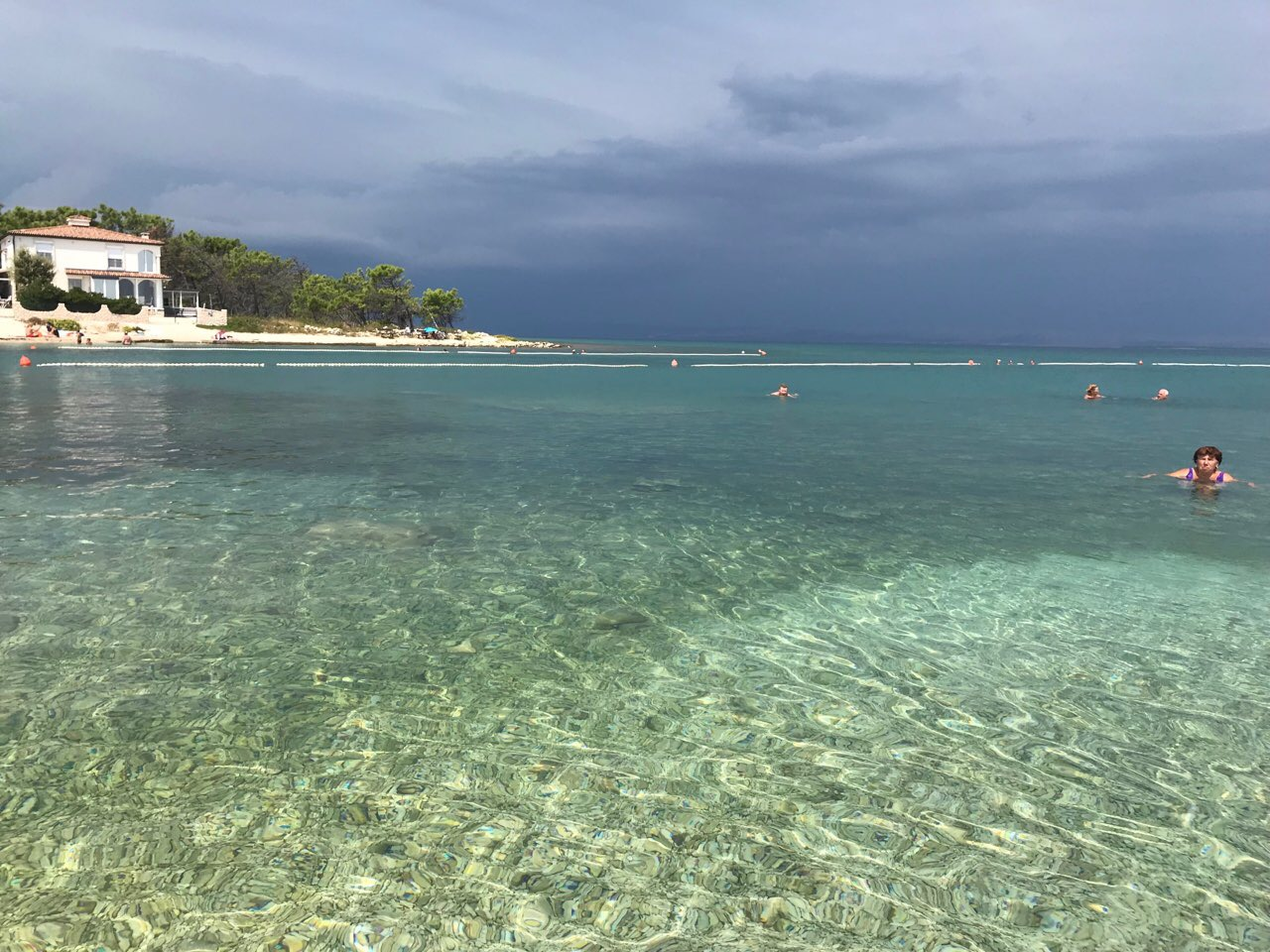
Badeparadies in kristallklarem Flachwasser vor der Küste

### Lučica
Der Strand Lučica befindet sich auf der nördlichen Seite der Insel. Der Meeresboden ist teils steinig, teils sandig. Außerhalb des Wassers ist der Strand betoniert. Der Strand grenzt an eine kleine Marina (Yachthafen).

### Jadro
Dieser Strand befindet sich auf der südlichen Seite der Insel, direkt beim Ort Vir, und verfügt über die wichtigste Marina der Insel. Das Ufer besteht aus Schotter, im Wasser aus Sand. Am Platz vor dem Gemeindehaus finden das jährliche Sommerfest „Virsko ljeto“ und andere Aufführungen statt.

## Sehenswürdigkeiten

### Kaštelina

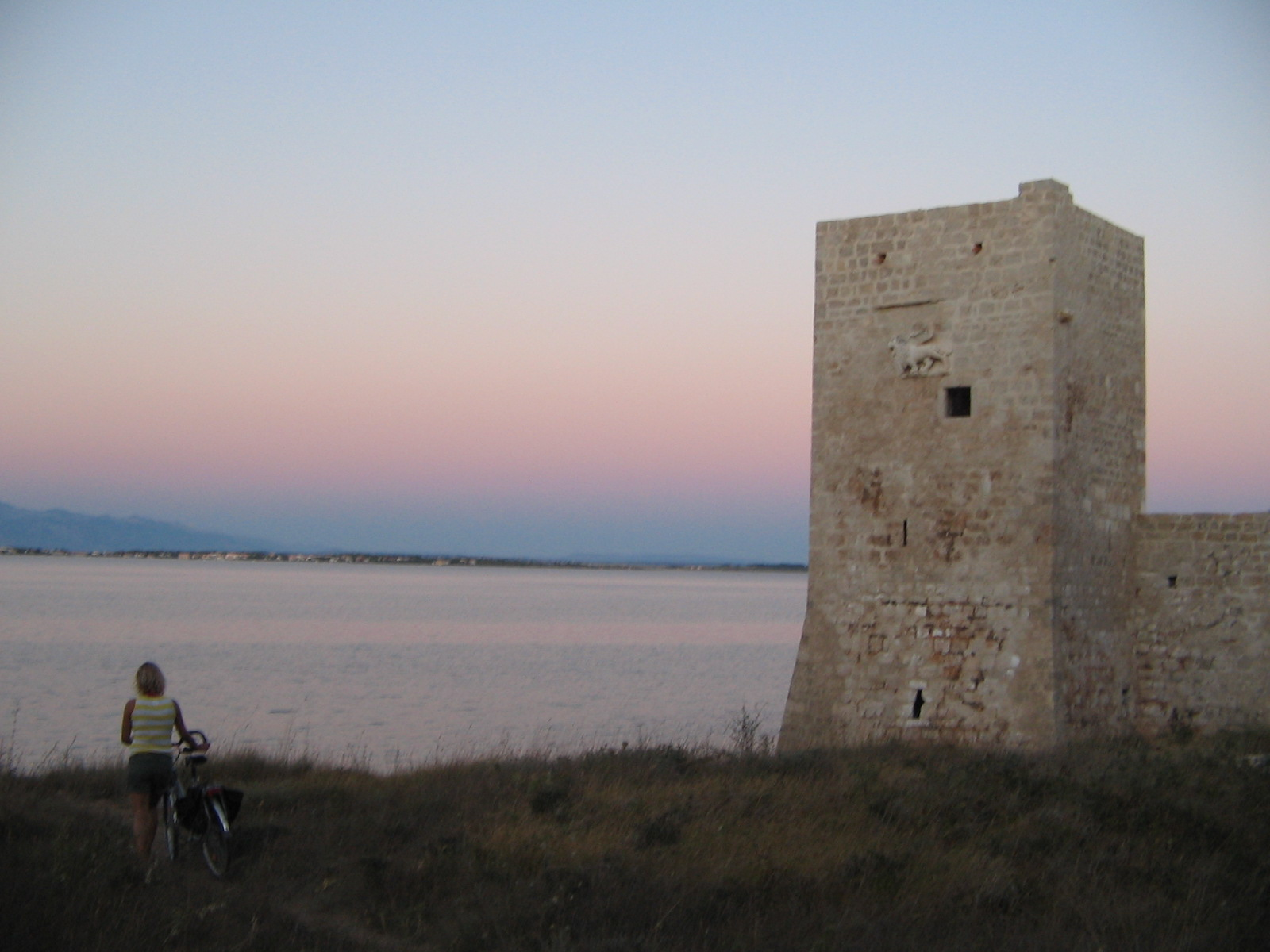
Kaštelina auf der Insel Vir

Die berühmteste Sehenswürdigkeit auf Vir ist die venezianische Festung Kaštelina. Diese befindet sich auf dem Terrain von Kozjak. Die Festung wurde offenbar im frühen 17. Jahrhundert errichtet. Die Venezianer bauten die Festung zum Schutz der Bevölkerung von Vir und Nin vor den Türken, die zu dieser Zeit in dieses Gebiet vordrangen. Ein Teil dieser Festung ist bis heute erhalten. An der Vorderseite der Kaštelina sind noch die Wappen der venezianischen Familie des Generalgouverneurs von Dalmatien erhalten, der dieses Gebiet zu der damaligen Zeit verwaltete. An der nördlichen Seite befindet sich ein beschädigter Löwe, der das Wahrzeichen der Republik Venedig ist. Die Erneuerung dieser Sehenswürdigkeit erfolgte vom Mai 2001 bis April 2002.

### Leuchtturm

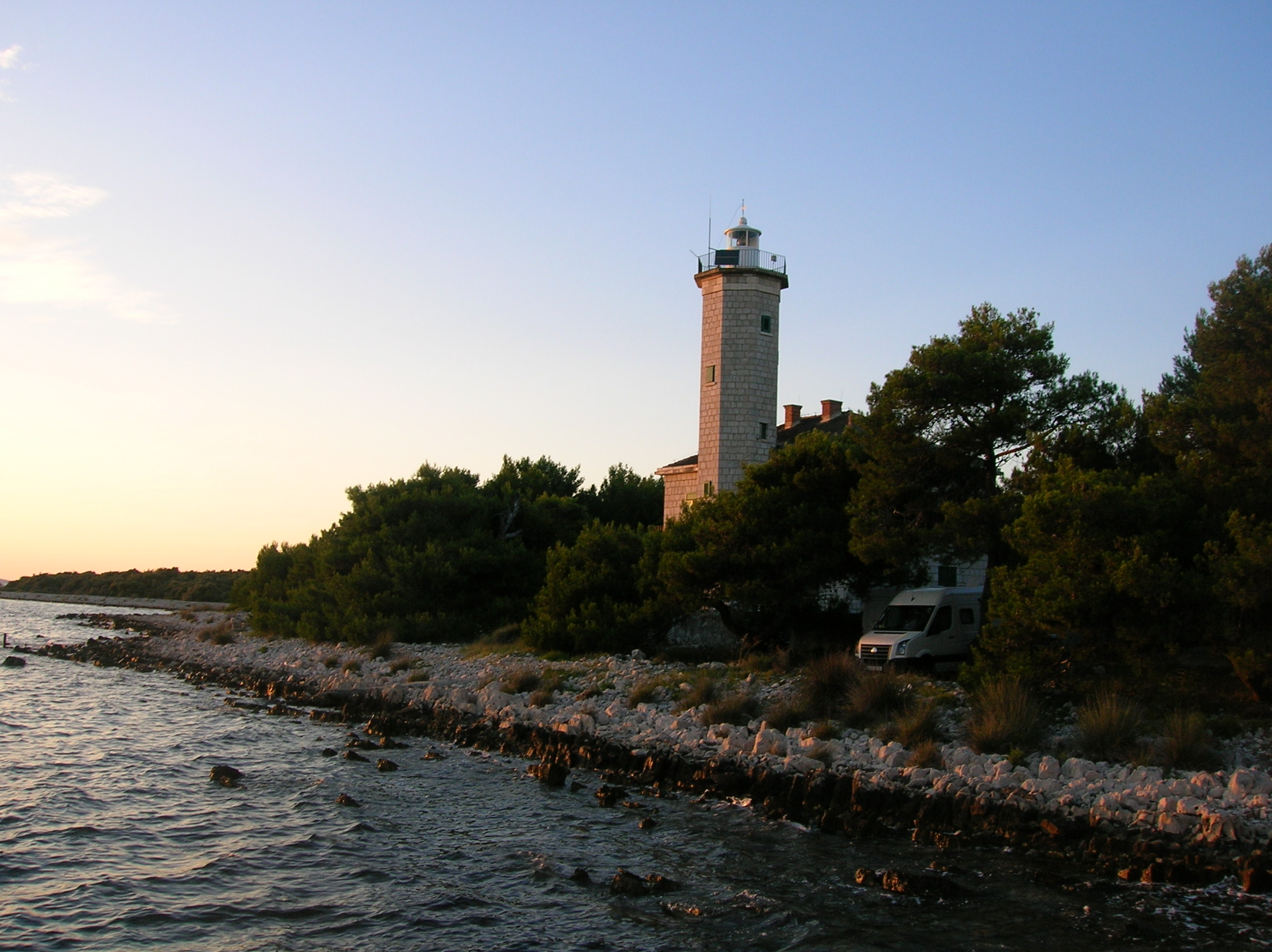
Leuchtturm auf der Insel Vir

Der Leuchtturm wurde 1881 an der Südwestküste der Insel Vir gebaut. Dieser Leuchtturm ist ein typisches Beispiel für den Bau von Leuchttürmen an der östlichen Adriaküste im 19. Jahrhundert. Der Leuchtturm ist einer von 50 ähnlichen Leuchttürmen, die in dieser Epoche gebaut wurden. Bis zur Automatisierung war dieser Leuchtturm besetzt. Die Arbeiter lebten dort mit ihren Familien und erledigten die täglichen Besorgungen, damit der Leuchtturm immer funktionierte. Während des Zweiten Weltkrieges hatten die antifaschistischen Kämpfer, die eine Verbindung zwischen den Partisanen auf dem Festland und der Insel Molat gehalten haben, in diesem Turm ihre Basis. 1944 wurde der Leuchtturm von der deutschen Besatzungsmacht zerstört. Nach dem Weltkrieg wurde der Leuchtturm renoviert und 1950 wieder in Betrieb genommen.